# Václav Staněk (lékař)
Václav Staněk (4. září 1804 Jarpice – 19. března 1871 Praha) byl český a rakouský lékař, vysokoškolský pedagog a politik, během revolučního roku 1848 poslanec Říšského sněmu.

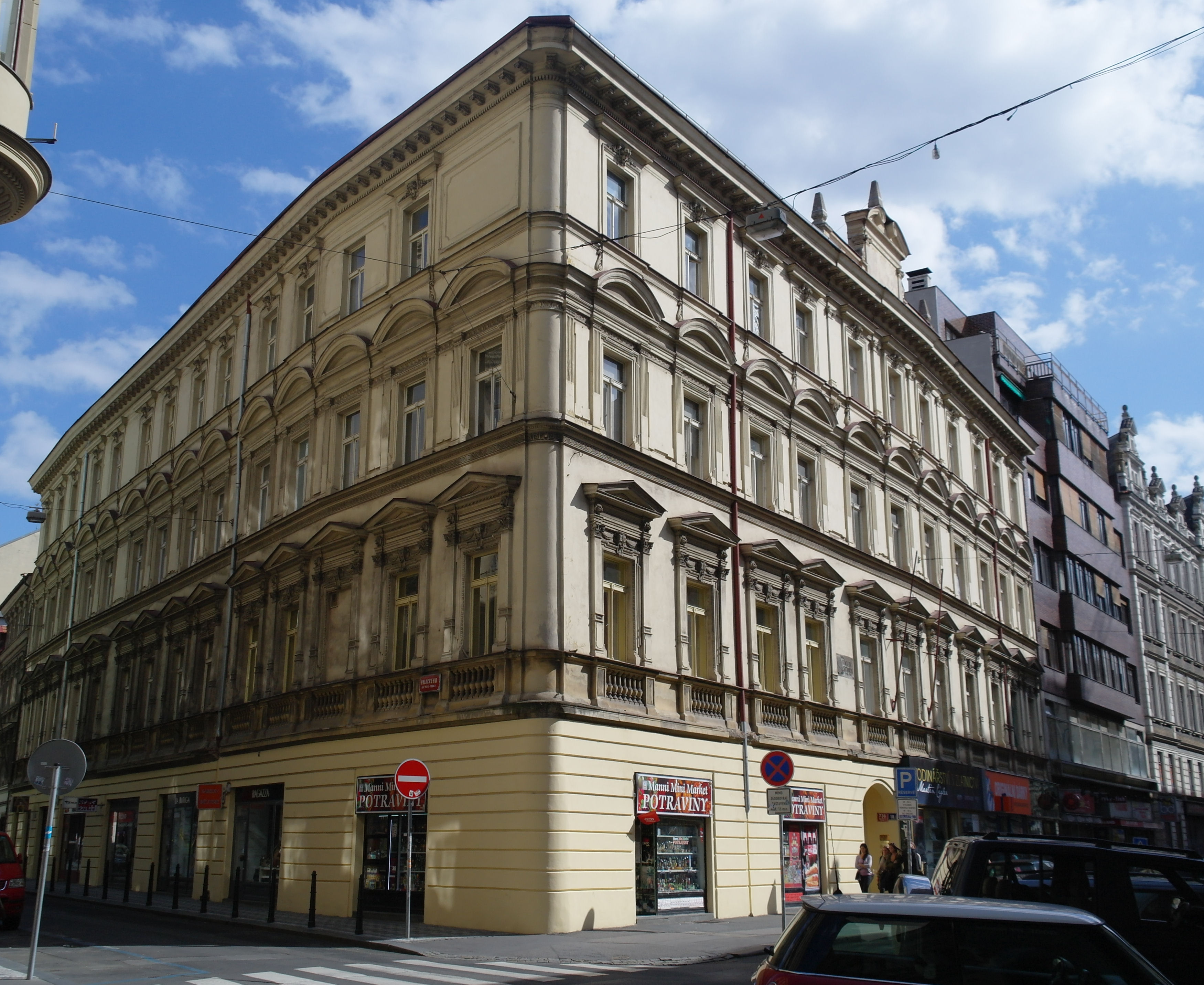
Dům na nároží Palackého a Jungmannovy ulice čp.738/II na Novém Městě pražském se Staňkovým salónem v 1.patře

## Biografie
Pocházel z české rodiny, obecnou školu absolvoval v rodné vesnici, pak se učil němčině v Litoměřicích a Chomutově. Vystudoval německojazyčné piaristické gymnázium ve Slaném. Od roku 1824 studoval filozofickou a pak i lékařskou fakultu Karlo-Ferdinandovy univerzity v Praze. Působil pak jako asistent v porodnici u profesora Antonína Jungmanna. Od roku 1832 vykonával funkci okresního lékaře pro epidemii cholery, nejprve v Nymburku a Turnově, pak v Třebenicích, Bílině, Davli a Blatné. Od roku 1833 pracoval jako soukromý praktický lékař v Praze. Byl spoluzakladatelem Spolku českých lékařů (r. 1862) a redaktorem Časopisu lékařů českých (od roku 1865). Byl aktivní veřejně jako český obrozenec. Vliv na něj v tomto ohledu měl Karel Alois Vinařický. Byl stoupencem rovnosti češtiny a němčiny na pražské univerzitě. Podílel se na kultivaci českého odborného názvosloví v medicíně (roku 1851 pracoval ve státní komisi pro českou odbornou terminologii, kterou vedl Pavel Josef Šafařík). Napsal slovník lékařského názvosloví, první českou učebnici anatomie Základové pitvy (1840) a vydal četné odborné studie. Psal i beletrii a básně. V roce 1845 byl povolán jako osobní lékař srbského knížete Alexandra Karađorđeviće. Vycestoval kvůli tomu do Bělehradu, ale z rodinných důvodů místo nepřijal. Pro své kontakty se slovanskými zeměmi byl před rokem 1848 dvakrát vyšetřován policií.
Během revolučního roku 1848 se zapojil i do politiky. V zemských volbách byl zvolen na Český zemský sněm za obvod Budyně nad Ohří. Sněm se ale nikdy nesešel. V celostátních volbách roku 1848 byl zároveň zvolen na ústavodárný Říšský sněm. Zastupoval volební obvod Zlonice. Uvádí se jako doktor lékařství. Patřil ke sněmovnímu bloku pravice, do kterého náležel český politický tábor, Národní strana (staročeši).

## Rodina a společnost
Jeho manželkou byla Karolina (Lotty) Reissová (1814–1868), prostřední ze tří dcer Antonína Mikuláše Reisse, hutního mistra salmovské železárny v Rožmitále pod Třemšínem. Její starší sestra Johanna (1809–1849) se provdala za právníka a politika Josefa Františka Friče. Nejmladší sestra Antonie (1817–1852), která užívala umělecké jméno Bohuslava Rajská, byla druhou manželkou Františka Ladislava Čelakovského a po určitou dobu u manželů Staňkových bydlela.
Staňkovi měli pět dětí, čtyři syny a jednu dceru; z nich jeden syn zemřel jako čtyřletý, ostatní se dožily dospělého věku. K potomkům rodiny patřil přírodovědec Václav Jan Staněk a hlásí se k nim archeolog Ladislav Špaček (* 1941), který uchovává některé rodinné památky.
Václav Staněk se přátelsky stýkal s mnoha obrozenci, básníky, hudebníky, intelektuály i kulturními činiteli, jimiž byli například Jan Evangelista Purkyně, František Palacký, František Ladislav Rieger, Josef Vojtěch Hellich či Božena Němcová aj. V domě čp. 738/II na nároží ulic Jungmannovy a Palackého v prvním patře měl rozlehlý pokoj, ve kterém pořádal proslulý českojazyčný společenský salón. Na fasádě domu do Jungmannovy ulice je bronzová pamětní deska.
Roku 1870 byl jmenován děkanem lékařské fakulty pražské univerzity.
Zemřel v březnu 1871 na ochrnutí plic. Pohřben byl na Olšanských hřbitovech v Praze.

## Dílo
- STANĚK, Václav. Dra Wáclawa Staňka Pitewnj Atlas. Praha: V. Staněk, 1840. Dostupné online.